# 벤티카노
벤티카노(이탈리아어: Venticano)는 이탈리아 캄파니아주 아벨리노도의 코무네다.